# Politische Verfolgung
Politische Verfolgung ist die Verfolgung wegen einer politischen Überzeugung und einer der Gründe, die als Voraussetzung für die Anerkennung als (politischer) Flüchtling im Sinne der Genfer Konventionen anerkannt sind. Ebenso gilt sie für Amnesty International als Kriterium für die Unterstützung von Häftlingen. Opfer von politischer Verfolgung sind oftmals Dissidenten.
Dabei ist politische Verfolgung in diesem Sinne schwer zu definieren, da der Unterschied zwischen der Verfolgung des Ausdrucks politischer Überzeugung und legitimer Strafverfolgung zur Durchsetzung der in einem Staat gültigen Gesetze oft schwer zu ziehen ist. Das deutsche Bundesamt für Migration und Flüchtlinge definiert eine politische Verfolgung als eine Ausgrenzung bezüglich der religiösen Anschauung, der politischen Überzeugung oder anderer unveränderlicher Merkmale. Damit wäre auch Verfolgung aufgrund von Homosexualität ein Asylgrund, jedoch wird diesem Grund selten stattgegeben.
Verfolgung aufgrund der Zugehörigkeit von Menschen zu einer „Rasse“ oder aufgrund ihrer Herkunft, „ethnische Säuberung“ und Völkermord sind extreme Ausformungen politischer Verfolgung.
Politische Verfolgung kann in einzelnen Fällen auch von gesellschaftlichen Gruppen ausgehen; das Versagen des Staates besteht in diesen Fällen darin, dass er sein Gewaltmonopol nicht (hinreichend) zum Schutz derart Verfolgter einsetzt. Politische Verfolgung kann aber auch Teil eines umfassenden, vom jeweiligen Staat unterstützten Systems der Verfolgung Andersdenkender sein. Ist dies der Fall, durch Zwang, angedrohte oder ausgeübte Gewalt, seitens des Staates oder paramilitärischer nichtamtlicher Organisationen, nennt man sie politische Unterdrückung. Eine häufig eingesetzte Unterdrückungsmethode ist die Haltung politischer Gefangener. Subtilere Formen politischer Verfolgung (Repressionen) können schwarze Listen oder ideologisch motivierte Hysterien und Verfolgungen sein, wie z. B. der McCarthyismus in den USA oder die etwa gleichzeitige Ärzteverschwörung unter Stalin.